# Stanislav Stepashkin
Stanislav Ivánovich Stepashkin (ruso: Станислав Иванович Степашкин; 1 de septiembre de 1940 - 4 de septiembre de 2013). Fue un boxeador aficionado de la Unión Soviética.
Nacido en Moscú, Stepashkin entrenó en Trudovye Rezervy hasta 1963 y luego en la sociedad deportiva de las Fuerzas Armadas. Se convirtió en el Honorable Maestro de Deportes de la URSS en 1964 y fue galardonado con la Orden de la Insignia de Honor en el año siguiente. Él compitió en los Juegos Olímpicos de Tokio en 1964 en el peso pluma (-57 kg) ganando la medalla de oro. Durante su carrera ganó 193 peleas de cada 204. Se graduó de la State Order of Lenin Central Institute of Physical Education.